# Шипилове
Шипи́лове — залізничний роз'їзд Лиманської дирекції Донецької залізниці.
Розташований на східній околиці міста Гірське, Сіверськодонецький район, Луганської області біля урочища Казенного на лінії Родакове — Сіверськ між станціями Сентянівка (20 км) та Світланове (8 км). на мапі Гугл.
Через військову агресію Росії на сході Україні транспортне сполучення припинене.